# Jüdische Friedhöfe in Trier

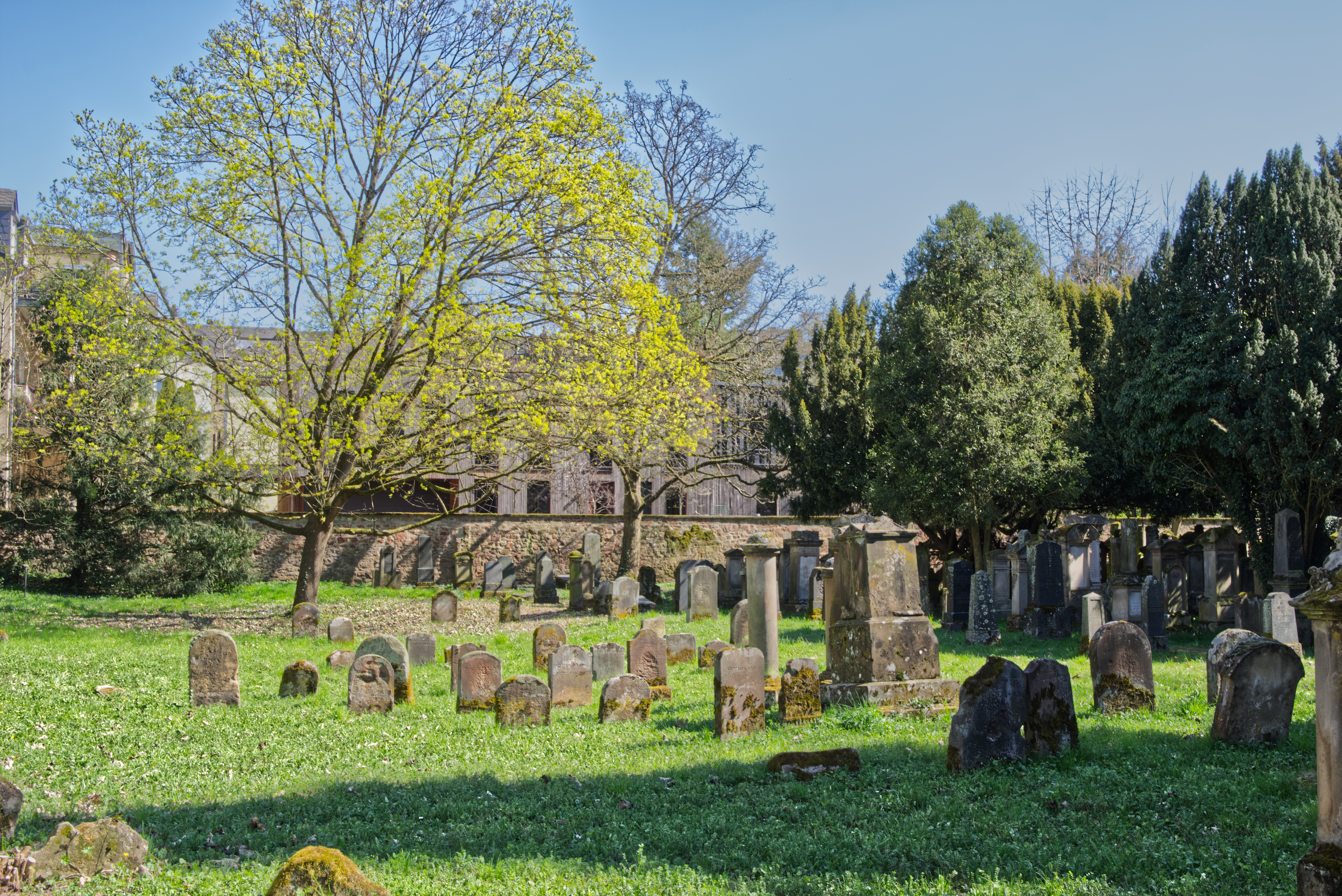
Alter Jüdischer Friedhof in Trier

Zwischen Mittelalter und 20. Jahrhundert wurden in Trier drei jüdische Friedhöfe errichtet. Vom mittelalterlichen Friedhof sind nur wenige Grabsteine erhalten. Zwischen 1620 und 1650 wurde der Jüdische Friedhof in der Weidegasse angelegt. Er liegt in Trier-Süd im Straßenspitz zwischen Gilbertstraße und Weidegasse. Es sind über 500 Grabsteine erhalten; zu den bedeutendsten Grabstätten zählen die von Mordechai Halevi ben Schmuel Postelberg (gestorben am 24. Oktober 1804) und Abraham Mosche ben Heschel Lwow (gestorben 1788), des Großvaters und Urgroßvaters von Karl Marx. Nachdem der Friedhof nicht mehr erweitert werden konnte, wurde er 1922 geschlossen. Seit diesem Jahr nutzt die jüdische Gemeinde eine Abteilung im Trierer Hauptfriedhof.

## Mittelalterlicher Friedhof am heutigen Viehmarkt
Lage

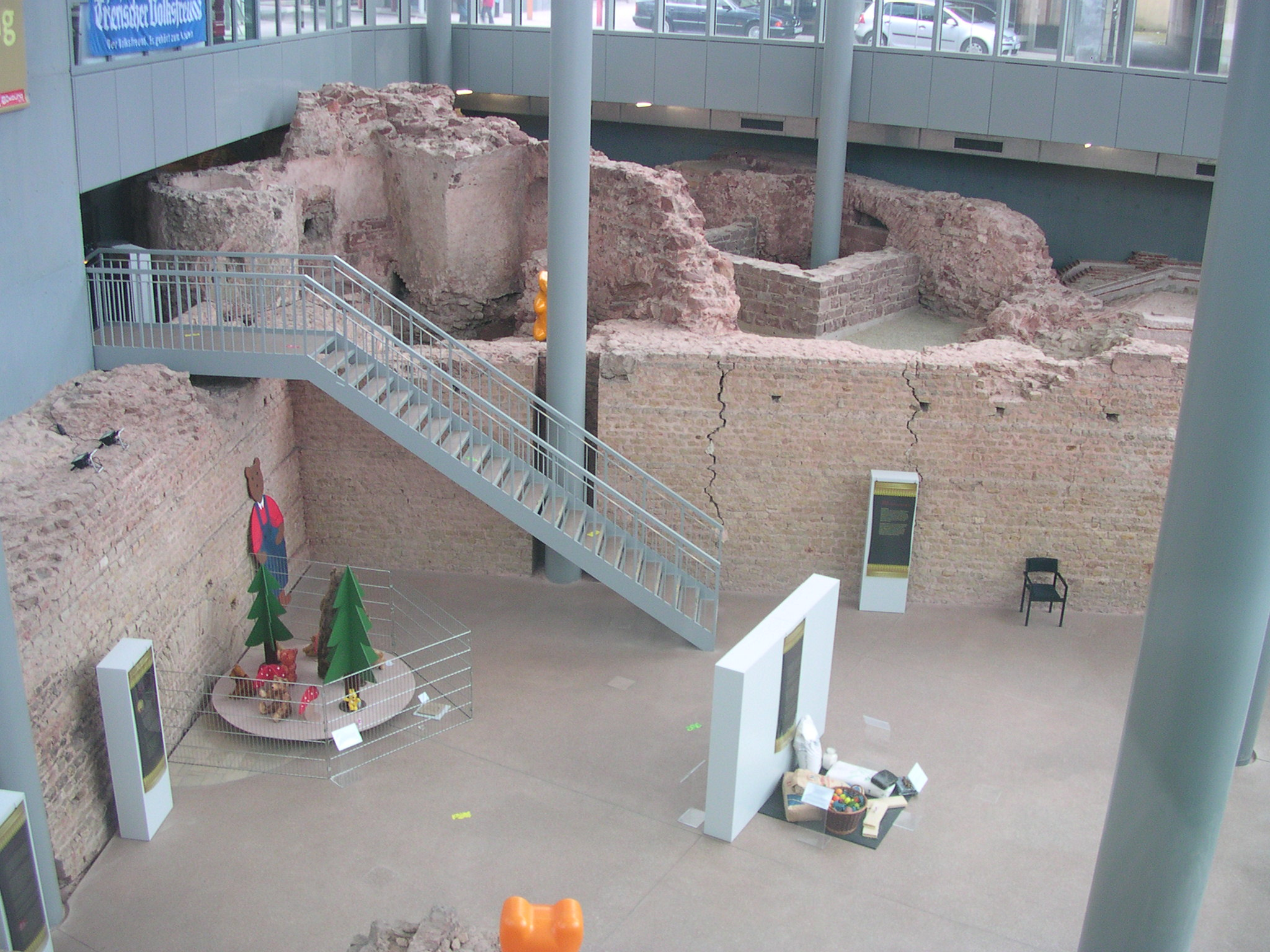
Viehmarktthermen, die Mauerreste des Kapuzinerklosters befinden sich links im Hintergrund

Der erste nachweisbare jüdische Friedhof lag östlich der Kirche Sankt Antonius auf einem Teil des heutigen Viehmarktes. Er befand sich dort bis zur Ausweisung der jüdischen Gemeinde im Jahr 1418.
Im Historischen Lexikon der Siedlungs- und Flurnamen des Mosellandes ist die Jüdemerstraße als Judenmauerstraße aufgeführt (lateinisch juxta Jude mura). An dieser Judenmauer lag der alte Judenfriedhof. Die ehemalige Jüdemerstraße begann bei der heutigen Sparkasse Trier und erstreckte sich in Richtung Viehmarktthermen. In der Nähe stand das mittelalterliche Kapuzinerkloster, dessen freigelegte Mauern im Viehmarktthermen-Museum zu besichtigen sind.
Im Rheinischen Landesmuseum Trier befinden sich Grabmäler und Fragmente von elf hebräischen Steininschriften aus dem Mittelalter, die zu zehn Grabsteinen gehörten. Fünf davon wurden 1903 bei Kanalarbeiten auf dem Viehmarkt geborgen. Einige Grabsteine mit hebräischen Inschriften wurden 1911 und 1912 bei Ausgrabungen an der Mauer der Jüdemerstraße gefunden, ein weiterer Stein wurde bei Straßenarbeiten als Abdeckung eines Kanals entdeckt. Ein Teil der erhaltenen Grabsteine war vermutlich in die spätere Klostermauer des Kapuzinerklosters eingemauert gewesen. Ein Teil der Grabsteine ist seit Oktober 2009 in der Dauerausstellung des Rheinischen Landesmuseums in Trier ausgestellt.

## Jüdischer Friedhof an der Weidegasse
Lage

### Geschichte

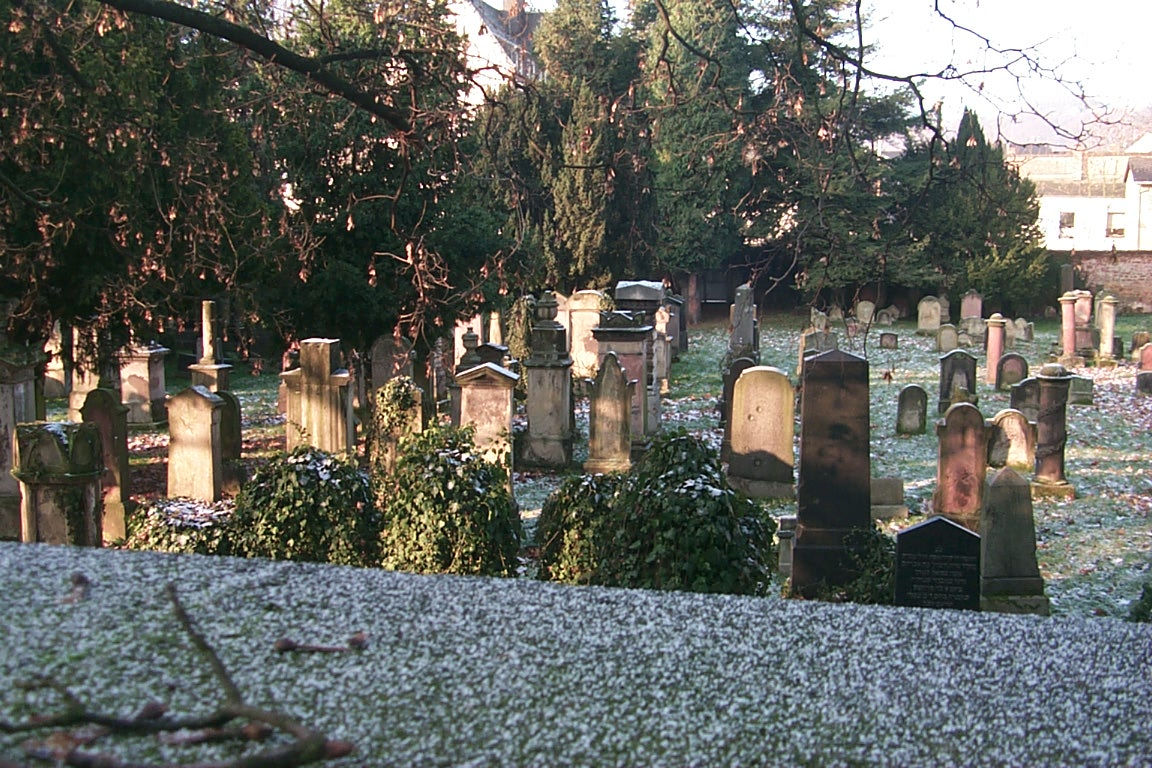
Im Hintergrund die Mauer zur Gilbertstraße

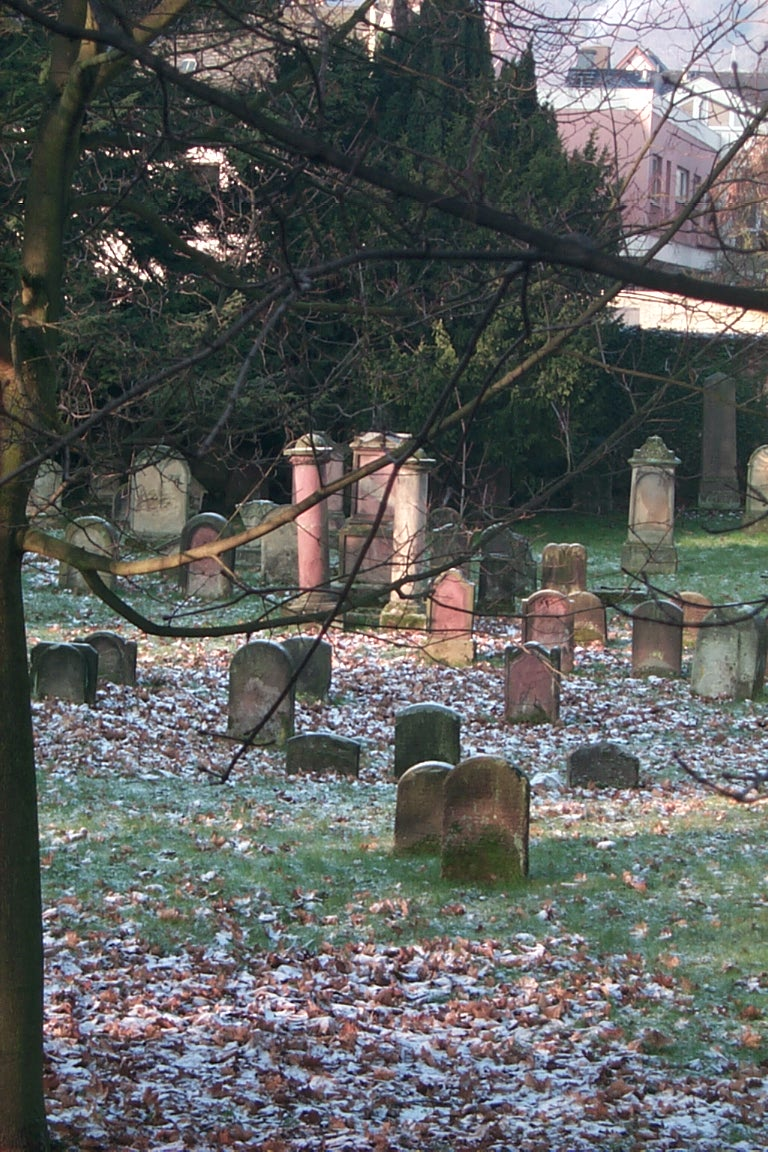
Im Vordergrund zum Teil eingesunkene Grabsteine zwischen 1780 und 1830, die beiden Säulen sind die Grabdenkmäler für Ester (1799–1849) und Isaak (1795–1872) Gumprich, dahinter das monumentale Grabmal des Meir Bernkastel (gest. 1837) und seiner Frau Jendel Wetzlar (gest. 1832)

#### Anlage
Eine Neuanlage des Friedhofs wurde um 1620 notwendig, als sich nach der Vertreibung im 15. Jahrhundert wieder Juden in größerer Zahl in Trier angesiedelt hatten. Für die Bestattung ihrer Toten mussten sie ein Grundstück außerhalb der Stadttore erwerben. Der Kauf erfolgte mutmaßlich noch vor 1652 und ist im Kreditverzeichnis von 1651/52 belegt. Die erste Anlage umfasste eine Fläche von 1066 Quadratmeter. Dabei handelte es sich um den Teil des Friedhofs an der heutigen Gilbertstraße. In der Folgezeit wurde er mehrfach erweitert. Anfang des 19. Jahrhunderts wurde ein Nachbargrundstück gekauft und die Anlage auf 1620 Quadratmeter vergrößert. Nach 1886 erhielt der Friedhof seine heutige Größe von 3481 Quadratmeter. 1827 wurde das Friedhofsgrundstück, das vorher auf freiem Feld gelegen hatte, mit einer Mauer eingefriedet. Die Stadtpläne aus dieser Zeit zeigen dort nur wenige Häuser. Erst allmählich wurde die Bebauung dichter, und um 1915 war der Friedhof gänzlich von Häusern umgeben. Er war voll belegt und konnte nicht erweitert werden. Während des Ersten Weltkriegs musste wegen Platzmangel der frühere Mittelweg Gräber aufnehmen. Im Jahre 1920 entschied sich die jüdische Gemeinde, den Friedhof auf das Areal des städtischen Friedhofs im Norden der Stadt zu verlegen. Im Jahre 1922 wurde der Friedhof an der Weidegasse geschlossen.

#### Zeit des Nationalsozialismus
Während der Zeit des Nationalsozialismus blieb der Friedhof nahezu unangetastet. Allerdings wurden alle Metallteile wie Metallbuchstaben und eiserne Umfassungen für die Eisensammlung fortgeschafft. In einer Ecke des Areals steht hinter Büschen ein Luftschutzbunker, der im Zweiten Weltkrieg von den Bewohnern der umliegenden Häuser als Schutzraum benutzt wurde. Bei der Bombardierung Triers wurden zahlreiche Steine durch Bomben beschädigt.

#### Nach dem Zweiten Weltkrieg
In der Nachkriegszeit wurde der Friedhof trotz der hohen Umfassungsmauern mehrfach geschändet. 1982 beschmierten Unbekannte das Friedhofstor mit antisemitischen Parolen. 1983 wurden 30, 1992 12 und 1995 16 Grabsteine umgeworfen und beschädigt. Bei einem schweren Sturm wurden 1987 einige Bäume umgerissen. Diese zerstörten mehrere Grabsteine und Grabplatten. Beim Wiederaufbau wurden die Inschriften zweier Gräber vertauscht. Andere Steine wurden falsch herum auf ihrem Sockel befestigt.

### Bedeutende Grabsteine

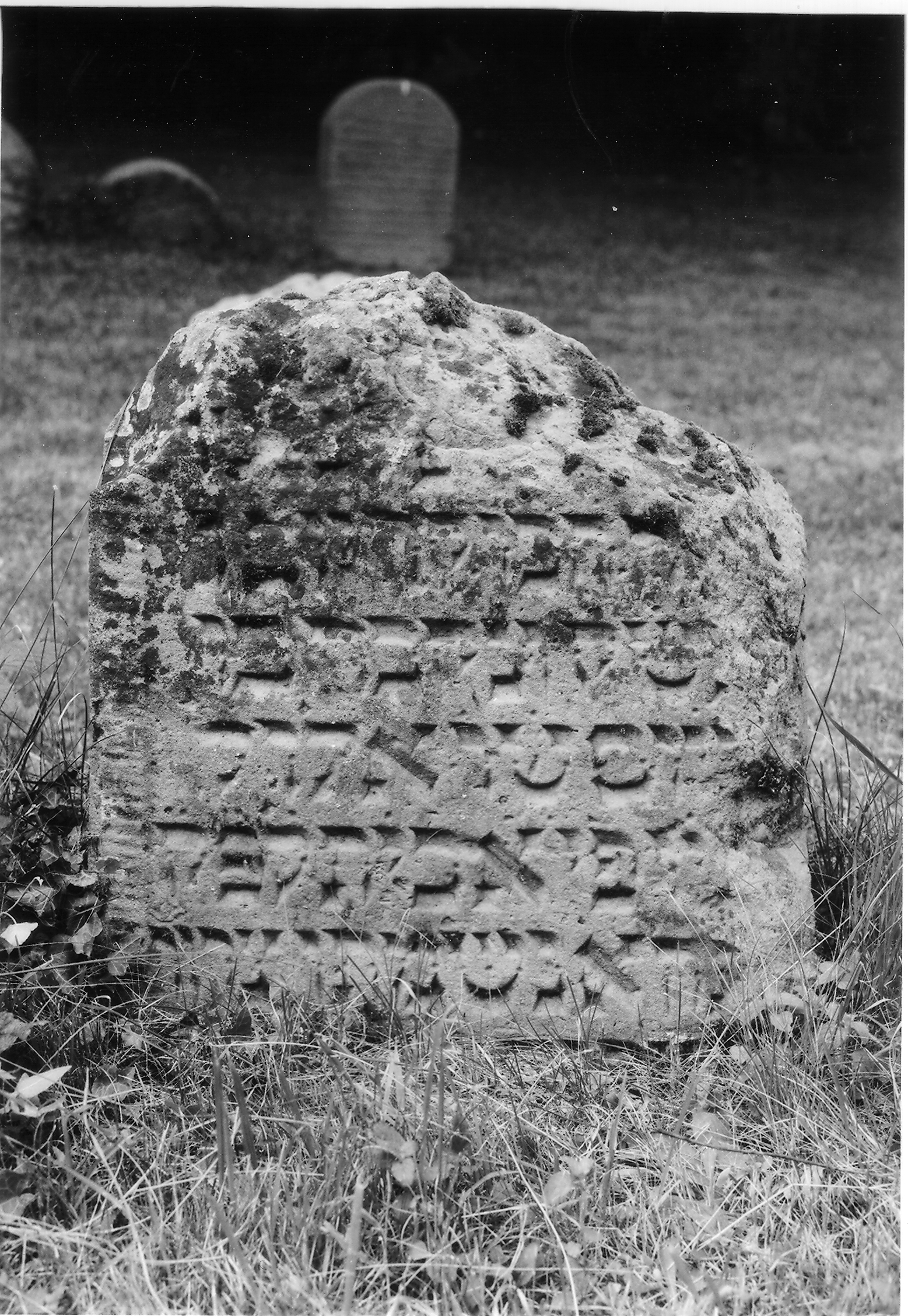
Uri, Sohn des David Mordechai Jakohen, 1686, der älteste erhaltene Grabstein

Auf dem jüdischen Friedhof sind 446 Grabsteine erhalten. Bei einigen ist die Schrift nicht mehr lesbar, andere sind mehr oder weniger stark in den Boden eingesunken. Der älteste erhaltene Grabstein stammt aus dem Jahr 1686 vom Grab des Uri ben David Mordechai Hakohen.

#### Grabsteine verschiedener Zeitepochen
Einer der fundamentalsten israelitischen Glaubensgrundsätze, die Unantastbarkeit der Totenruhe, führt dazu, dass Gräber und Grabmale über Jahrhunderte erhalten bleiben und sich jüdischen Friedhöfe über Generationen hinweg ausdehnen, während auf christlichen Friedhöfen nach Ablauf von Ruhefristen einzelne Gräber oder ganze Gräberfelder geräumt werden. So gibt es auf diesem Friedhof Grabsteine aus dem gesamten Belegungszeitraum von Ende des 17. Jahrhunderts bis etwa 1920.
„Weil im Tode alle Menschen gleich sind“, hatten bis Mitte des 18. Jahrhunderts die Grabsteine aus Sandstein alle die gleiche Form mit einer Inschrift in hebräischer Sprache. Rabbinergräber waren oft mit Ornamenten geschmückt. Viele der Grabsteine wirken wegen des gestiegenen Bodenniveaus durch Humuseintrag wie eingesunken. Bei der Inventarisierung 1992–1995 wurden die Grabsteine vorübergehend gehoben, fotografiert und an ihren ursprünglichen Platz zurückversetzt.
Mit der Haskala, der Zeit der jüdischen Aufklärung von 1770 bis 1880, der jüdischen Emanzipation und Assimilation begannen die Juden, ähnlich prunkvolle Grabstätten zu errichten wie in christlichen Friedhöfen dieser Zeit.

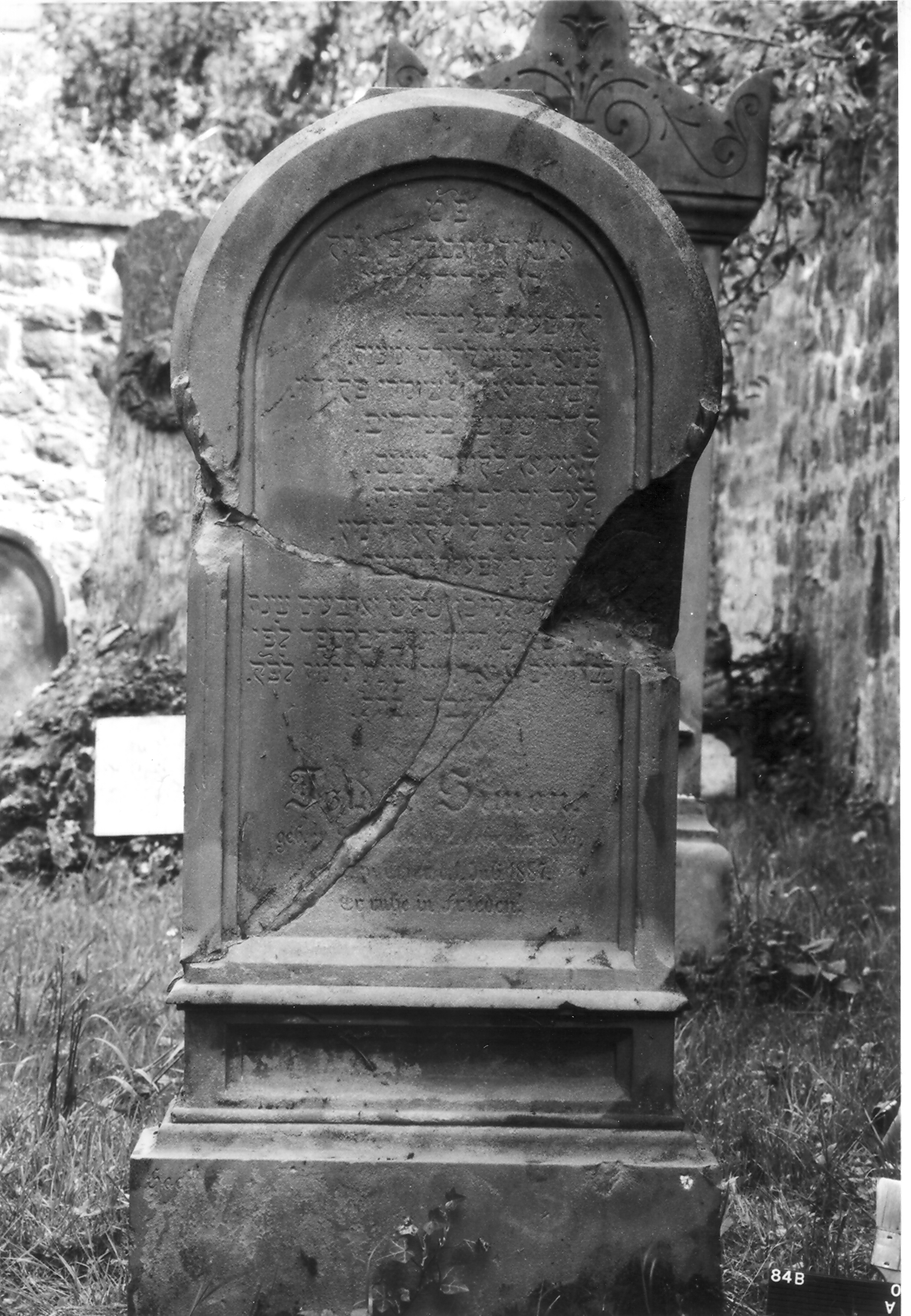
Isidor Simon, gest. 1844
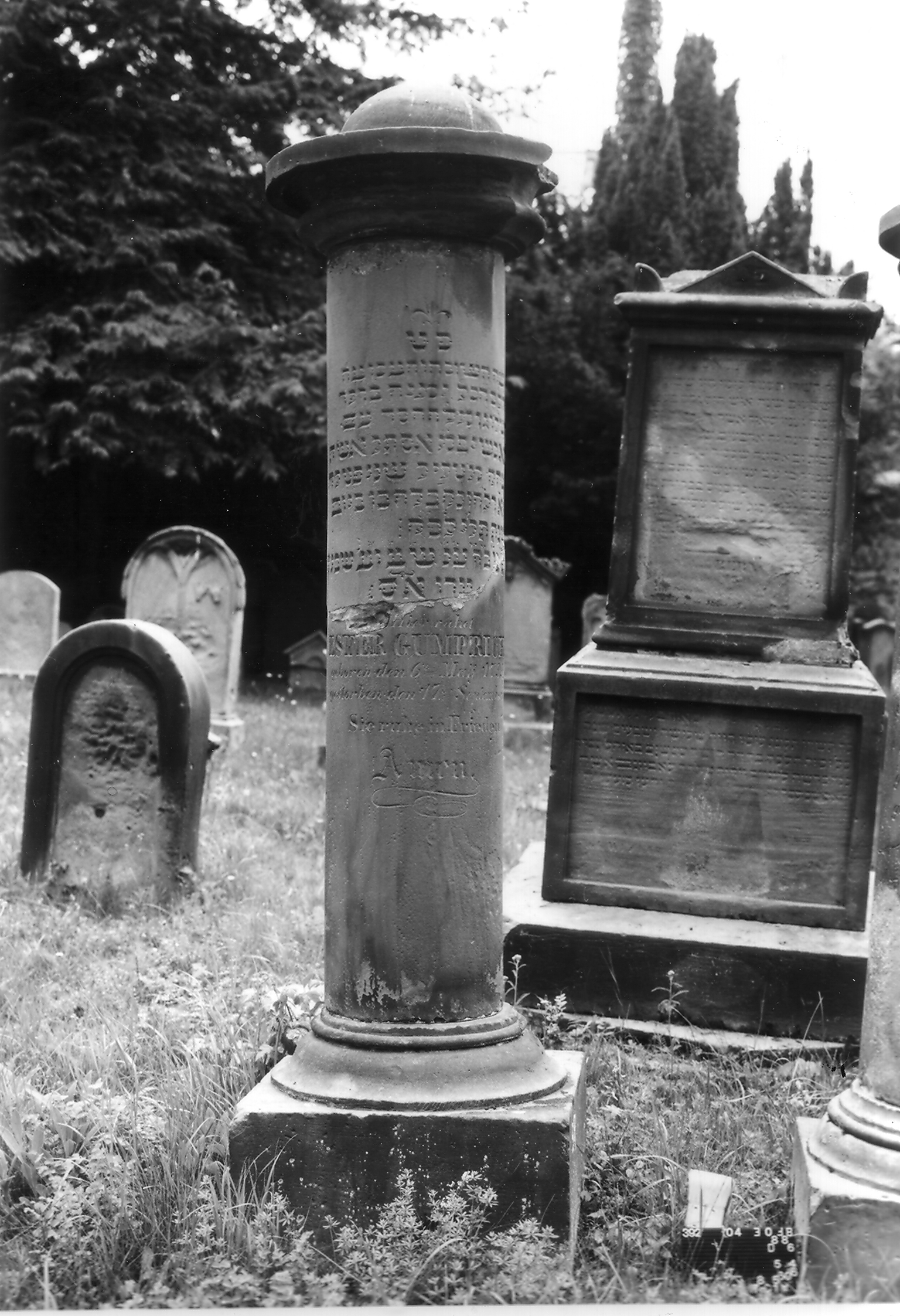
Ester Gumprich, gest. 1849
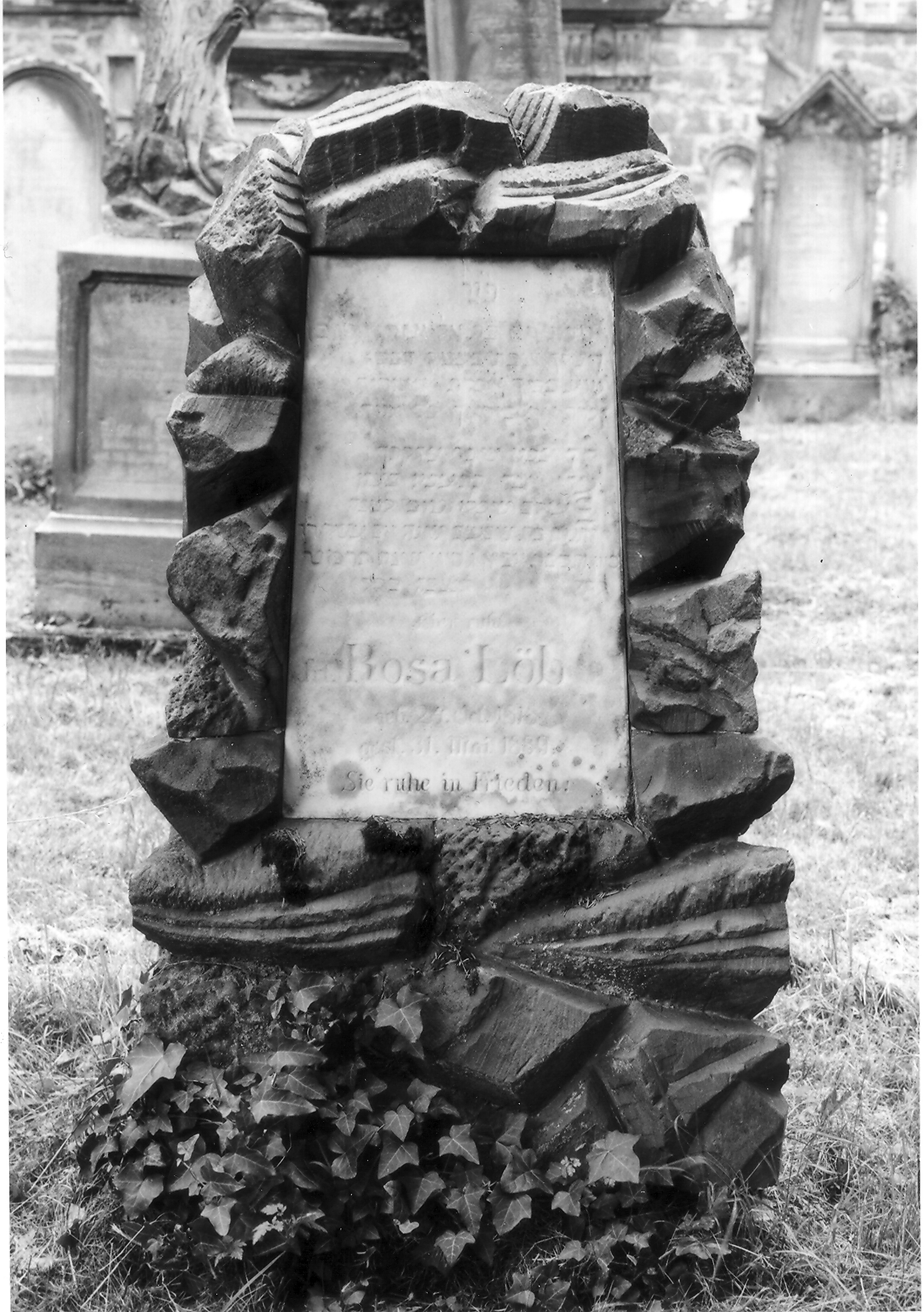
Sabina Kaufmann gest. 1889
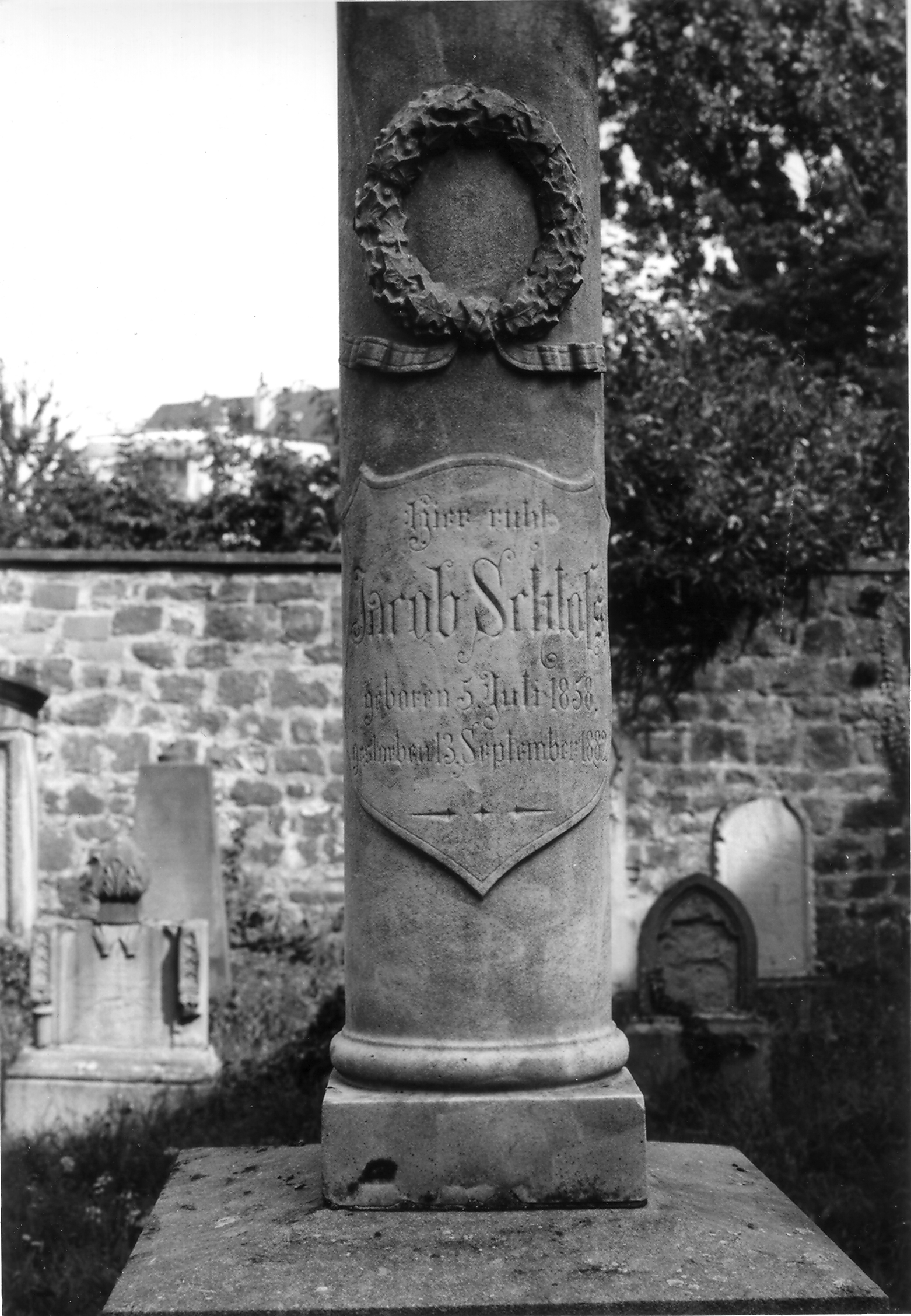
Jacob Schloß, gest. 1883

Die Grabsteine waren bis etwa 1900 zumeist aus an der Obermosel gebrochenem Sandstein gefertigt. Zu Beginn des 20. Jahrhunderts setzte sich der wesentlich witterungsbeständigere Marmor, zuerst mit Platten für die Beschriftung und später für den gesamten Grabstein durch. Die ursprünglich ausschließlich hebräischen Inschriften wurden zuerst durch den Namen des Toten in lateinischer Schrift ergänzt. Es folgten zweisprachige Grabsteine in Deutsch und Hebräisch und schließlich verschwanden die hebräischen Texte zu Gunsten einer rein deutschsprachigen Beschriftung.

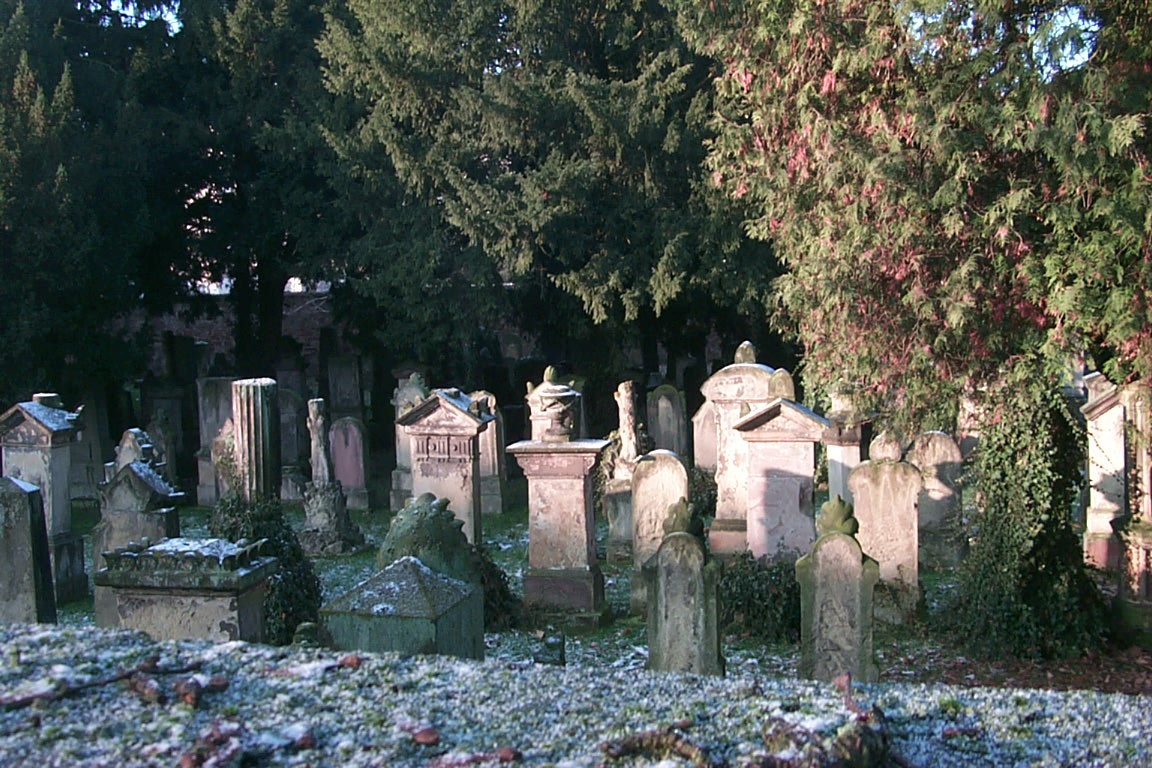
Gräber aus dem späten 19. Jahrhundert im Bereich der letzten Friedhofserweiterung
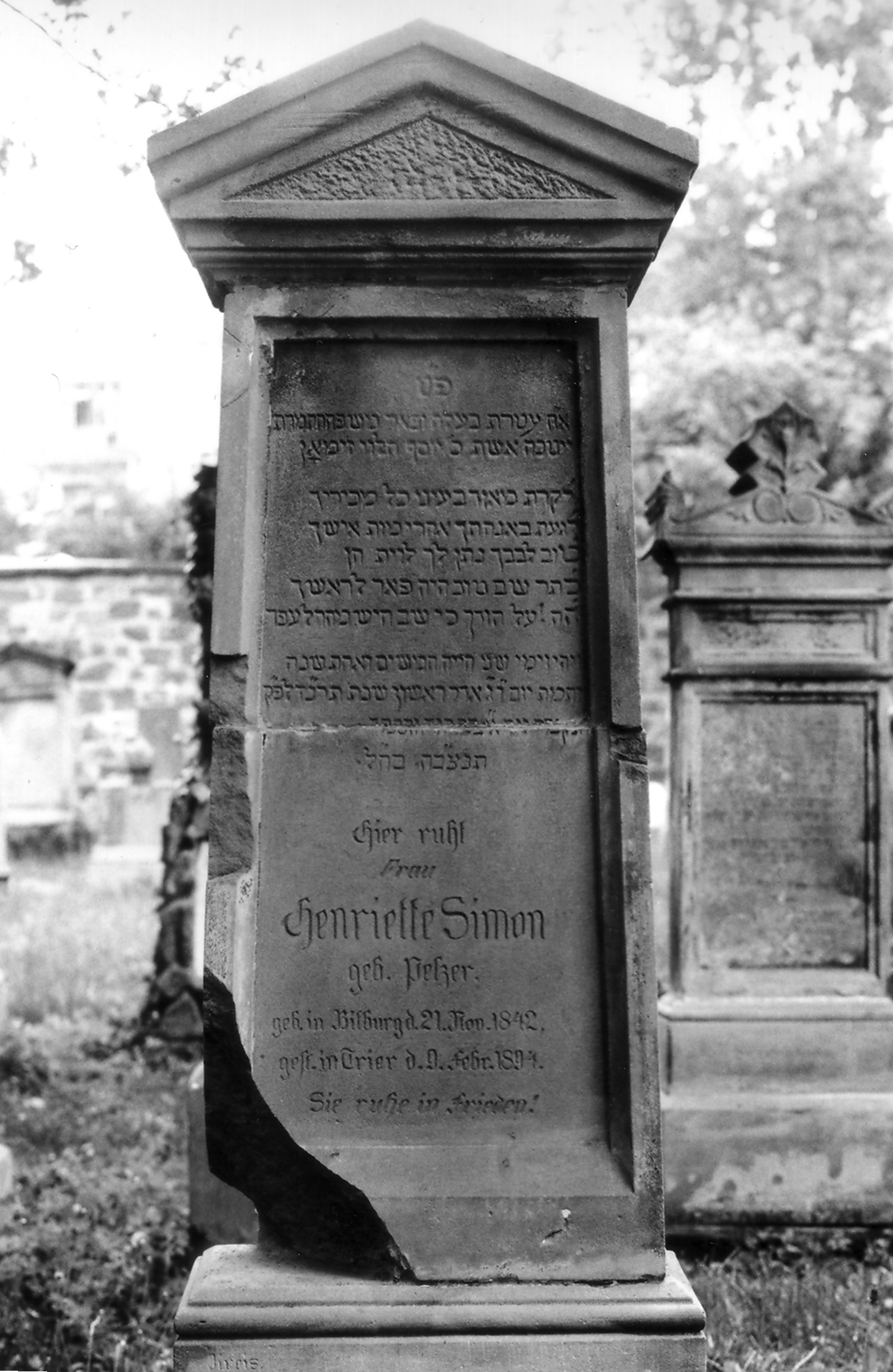
Henriette Simon gest. 1894
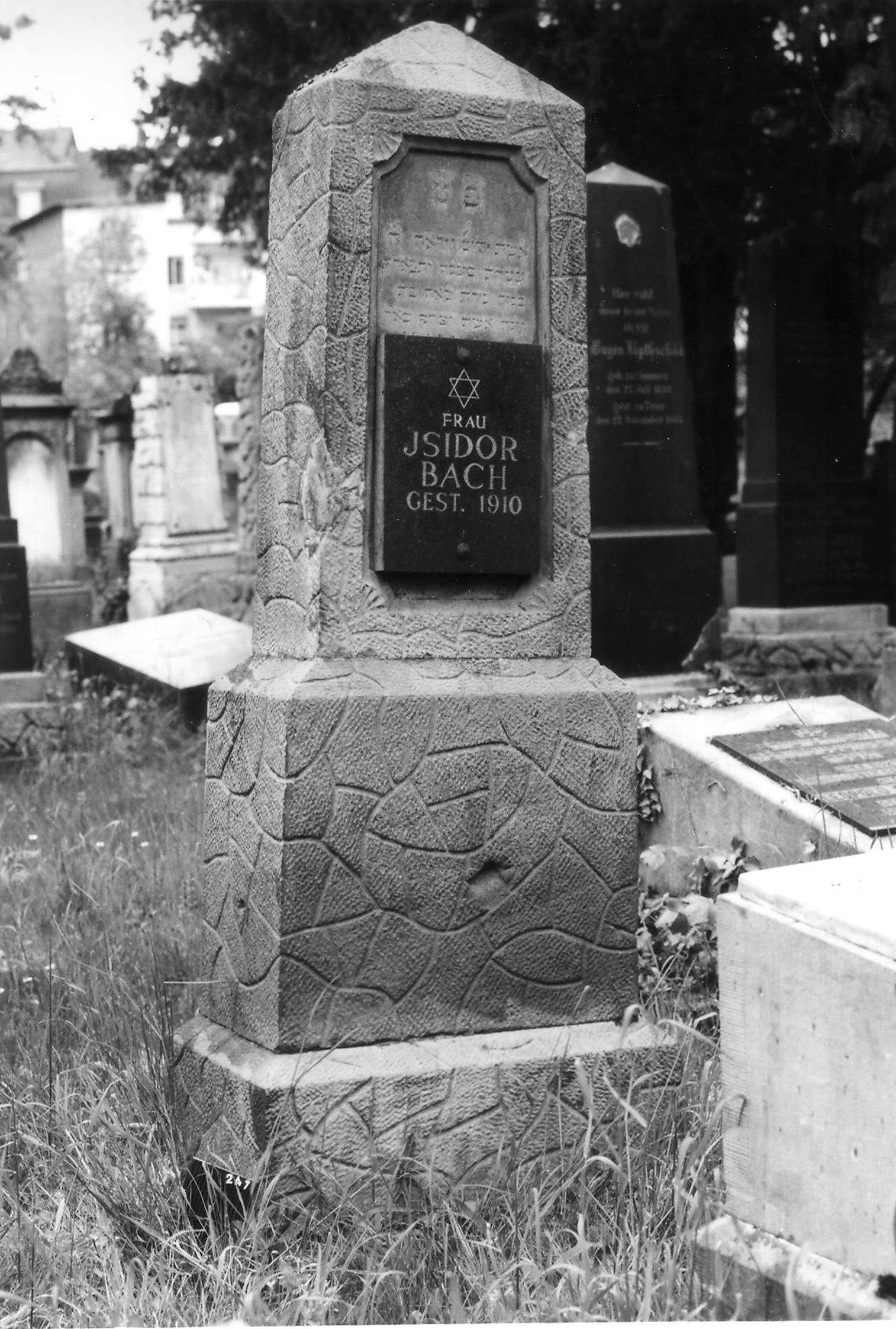
Isodor Bach gest. 1910
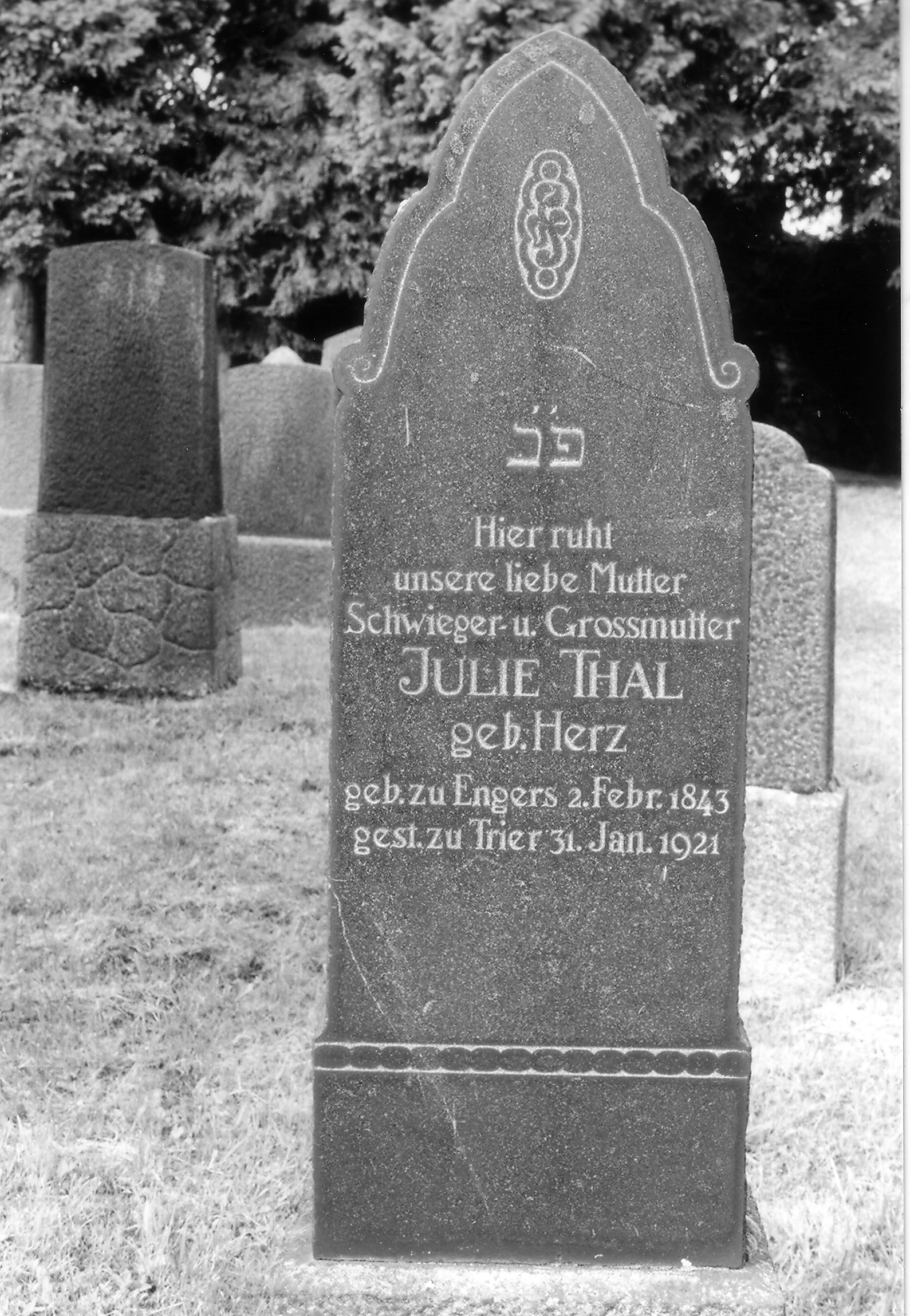
Julie Thal, gest. 1921

#### Grabsteine der Vorfahren von Karl Marx

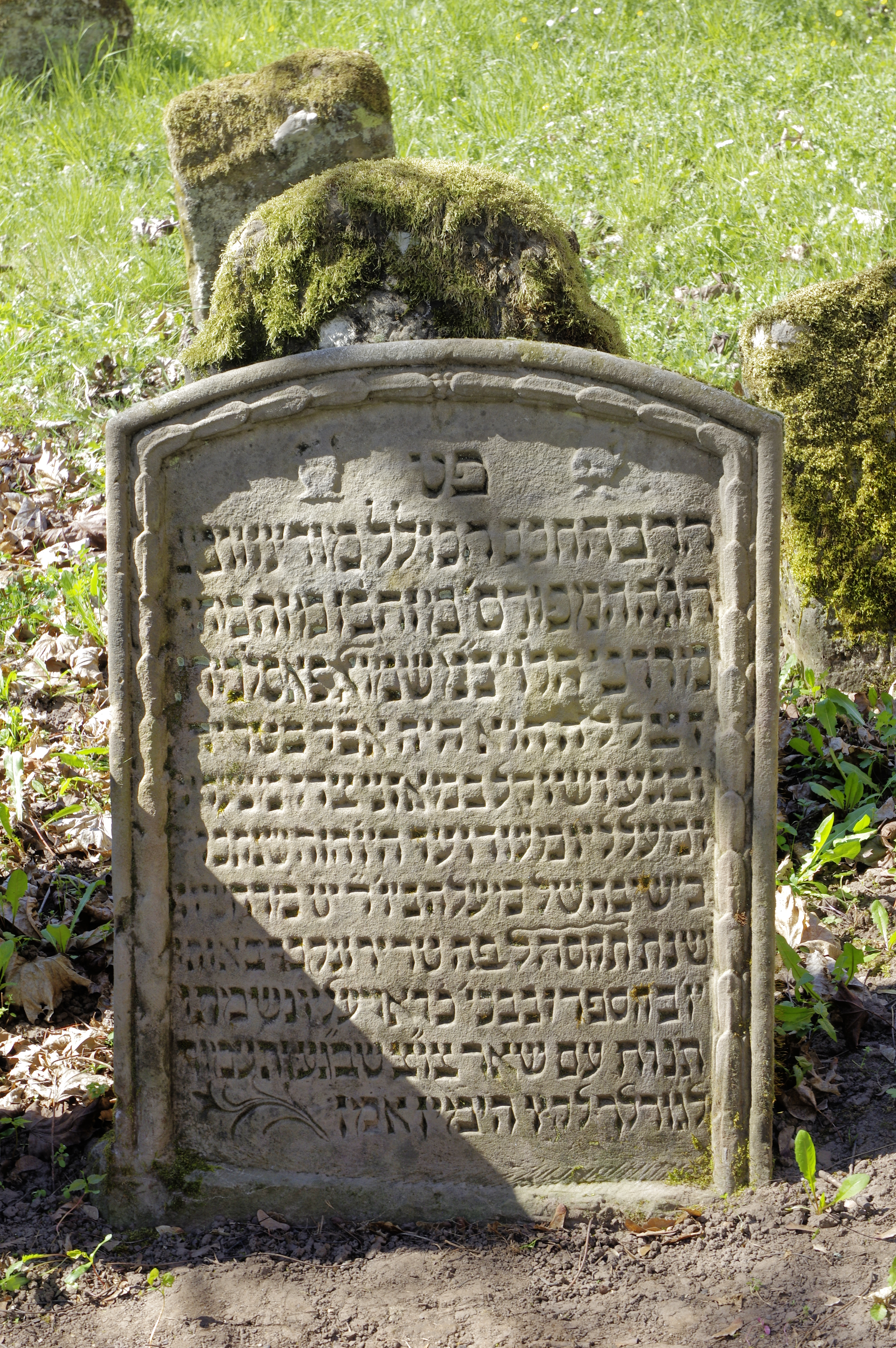
Rabbinergrab des Mordechai Halevi ben Schmuel Postelberg gest. 1804, des Großvaters von Karl Marx

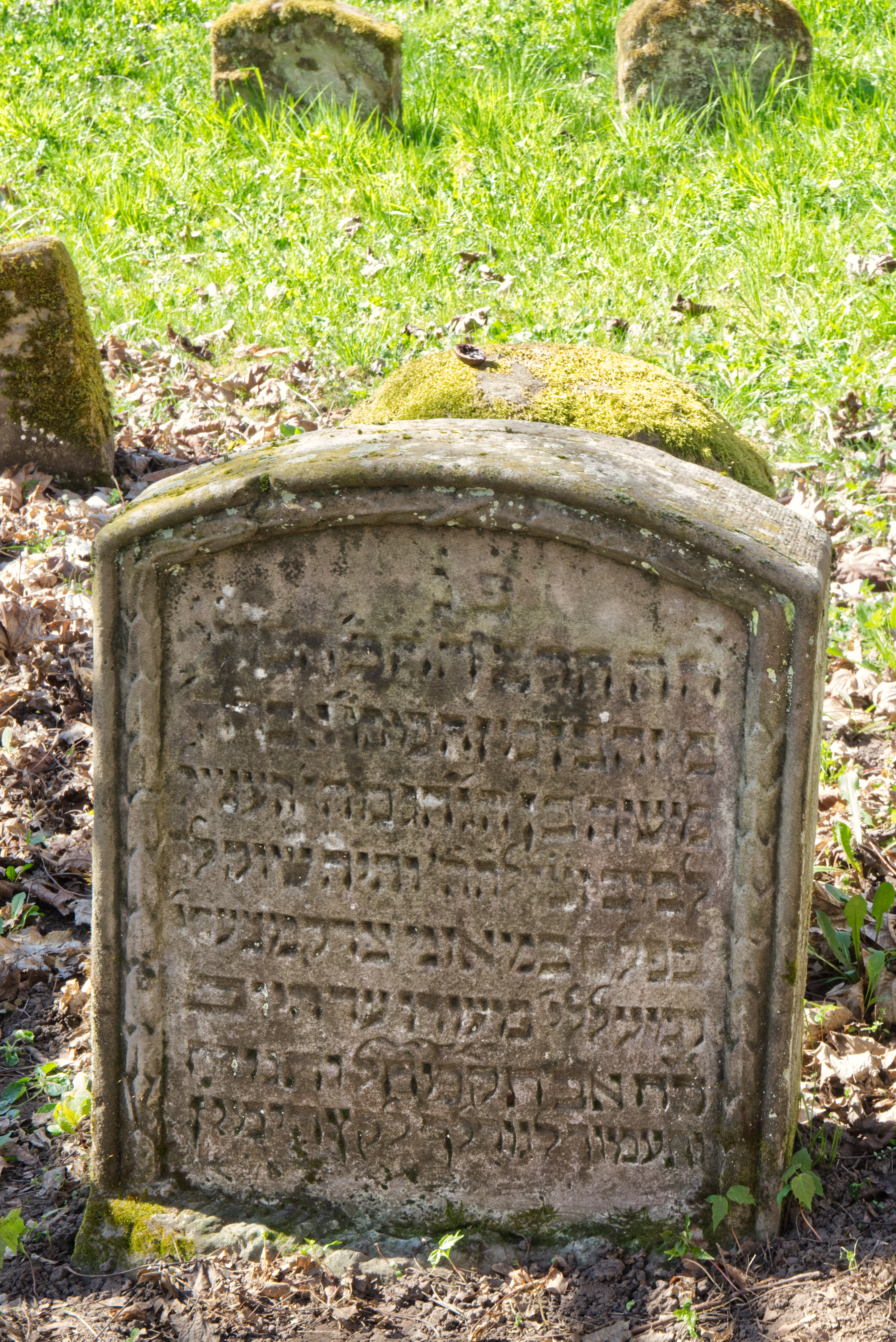
Rabbinergrab des Abraham Mosche ben Heschel Lwow gest. 1788, des Urgroßvaters von Karl Marx

Links vom Eingang steht eine von anderen Grabsteinen etwas getrennt stehende Gruppe von vier Grabsteinen. Die beiden vorderen Steine zeigen durch ihre sorgfältige Bearbeitung, dass sie für besonders bedeutende Leute gesetzt wurden. Aus der fast gleichen Form und Ornamentik ist zu ersehen, dass sie miteinander in Zusammenhang stehen. Es handelt sich um die Grabmäler eines Großvaters und eines Urgroßvaters von Karl Marx (sein Vater konvertierte zum evangelischen Glauben). Weiterhin sind die Gräber der Großtante und der Großmutter von Karl Marx erhalten.
Die Inschrift auf dem größeren Stein für Mordechai Hallevi (auch Marx Levi genannt), dem Großvater väterlicherseits von Karl Marx lautet übersetzt:
„Hier hat man bestattet den großen Mann, den gelehrten und universalen Herrn, unseren Lehrer und Meister; ein verehrter heiligmäßiger Gelehrter war der berühmte Priester hoher Abkunft, Mordechai Hallevi, der Sohn unseres Lehrers Samuel Pastelburg, das Andenken an eine Gerechten gereiche zum Segen. 35 (Jahre) war er Gerichtsvorsitzender in Trier und auf den Pfaden der Ewigkeit und einer, der wägt mit den Waagschalen der Gerechtigkeit, von seiner Jugend an, und (auch) seine (eigenen) Taten von seinem Erwachen an bis zu diesem Tage, da er vollendet wurde nach himmlischem Ratschluß am 4. Wochentage, dem 19. Marcheschwan des Jahres 565 der (kleinen) Zeitrechnung hier in Trier; und er wurde begraben am selben Tage mit Trauer und unter Weinen um ihn wie gebührlich. Seine Seele möge ruhen mit den übrigen Gerechten und den gerechten (Frauen), die im Garten Eden sind. – Und du mögest erstehen zu deinem Erbteil am Ende der Tage!“ Das Sterbedatum entspricht dem 24. Oktober 1804.
Die Grabinschrift auf dem kleineren und älteren Stein für Mose Abraham Lwów, dem Urgroßvater von Karl Marx und Schwiegervater von Mordechai Hallevi lautet übersetzt: „Hier ist bestattet der große Mann, der gelehrte und universale Herr, ein Priester hoher Abkunft, Abraham Mose, der Sohn des großen Gaon, des verehrten Heschel Lwów, das Andenken an eine Gerechten gereiche zum Segen! In Ewigkeit lebt er! – Und er pflegte zu wägen mit der Waage, mit den Waagschalen der Gerechtigkeit, von seiner Jugend an, und (auch) seine (eigenen) Taten von seinem Erwachen an bis zu dem Tage des Beginns des Monats Ab (des Jahres) 548 der (kleinen) Zeitrechnung. – Und du mögest ruhen und du mögest erstehen zu deinem Erbteil am Ende der Tage!“ Das Sterbedatum entspricht dem 5. August 1788.

#### Im Ersten Weltkrieg gefallener Soldat
Am Friedhofseingang, rechts neben dem Ende des Steinpflasters, trägt ein Grabstein von 1918 folgende Inschrift: „Hier ruht in Frieden unser unvergesslicher einziger Sohn, Siegfried Wolff, Leutnant der Reserve und Kompanieführer im Infanterieregiment 296, Ritter des eisernen Kreuzes II. und I. Klasse, geboren am 27. Januar 1893, gestorben im Dienste für sein geliebtes Vaterland am 4. Juni 1918. Seine Eltern Max Wolff und Alwine geborene Cahn.“ Max Wolff, der Vater des Kriegstoten, wurde 1942 im Alter von 75 Jahren nach Theresienstadt deportiert. Dort starb er am 31. August 1942.

### Erhaltung
Der jüdische Friedhof an der Weidegasse überdauerte den Krieg, wenn auch in sehr mitgenommenem Zustand. Das städtische Friedhofsamt hat die Grabstätte nach einer Vereinbarung mit der jüdischen Kultusgemeinde seit 1973 in Pflege übernommen und wieder hergerichtet. 2002 wurden alle Grabsteine fotografiert und alle Inschriften dokumentiert. Das Ergebnis dieser Arbeiten wurde in dem Buch Der Jüdische Friedhof an der Weidegasse in Trier von Annette Haller veröffentlicht. Der Friedhof ist im Rahmen von Führungen (die das Touristikbüro der Stadt Trier in Zusammenarbeit mit der jüdischen Gemeinde veranstaltet) zugänglich.

## Jüdischer Friedhof im Trierer Hauptfriedhof
Lage
Der neue jüdische Friedhof im Trierer Hauptfriedhof, 1920 von der jüdischen Gemeinde gekauft, war ursprünglich viermal so groß wie das heutige jüdische Gräberfeld, nach 1945 überließ die nur noch aus wenigen Überlebenden der Verfolgung bestehende Gemeinde den größten Teil des für zukünftige Erweiterungen vorgesehenen aber noch nicht belegten Geländes der Stadt Trier für den allgemeinen Friedhof. Das verbliebene Gräberfeld befindet sich im nordwestlichen Teil des Friedhofsareals.
Von 1921 bis 1941 wurden dort 136 Erwachsene und 15 Kinder beigesetzt. Von 1945 bis 1988 sind 30 neue Gräber hinzugekommen. Derzeit (Januar 2009) bestehen 109 Gräber. Da nach jüdischer Tradition keine Gräber wiederbelegt werden dürfen, sind auch einige Grabsteine des frühen 20. Jahrhunderts mit Stilmerkmalen des Jugendstil oder des Klassizismus erhalten. Auf Grund dieser reichen Ansammlung steingewordener Zeugen stieß der jüdische Friedhofsteil mittlerweile an seine Kapazitätsgrenze. Dies ist auch darauf zurückzuführen, dass die Jüdische Gemeinde seit den 1990er Jahren zahlreiche neue Mitglieder durch Zuwanderung aus Osteuropa erhalten hat, was sich auch in der Gestaltung der neuen Gräber (z. B. mit kyrillischen Inschriften) widerspiegelt. 2012 wurde das jüdische Gräberfeld daher erweitert.
Inmitten des jüdischen Gräberfeldes erhebt sich ein Ehrenmal, das die jüdische Kultusgemeinde durch den Trierer Steinmetzmeister Melchisedech errichten ließ. Es spricht für die Rücksichtnahme der jüdischen Gemeinde, dass sich deutscher und hebräischer Text auf diesem Steinmal deutlich unterscheiden. Der deutsche Text lautet: „Den Opfern der Verfolgung aus Trier und Umgebung zum Gedenken. Den Lebenden zur Mahnung. 1933–1945.“ In hebräischer Schrift heißt es auf der Rückseite,
frei ins Deutsche übersetzt: Zum Gedenken an die während der Herrschaft der verbrecherischen Bosheit Ermordeten aus der Heiligen Gemeinde Trier und Umgebung. Das ganze Volk soll es hören und soll nicht mehr in Zukunft Böses tun.
In unmittelbarer Nähe befindet sich das Denkmal für die Opfer der Gewaltherrschaft. Das 1950 errichtete Denkmal, geschaffen von Bildhauer Michael Trierweiler, zeigt in künstlerischer Form einen auf einem Knie ruhenden, vornübergebeugten Menschen.

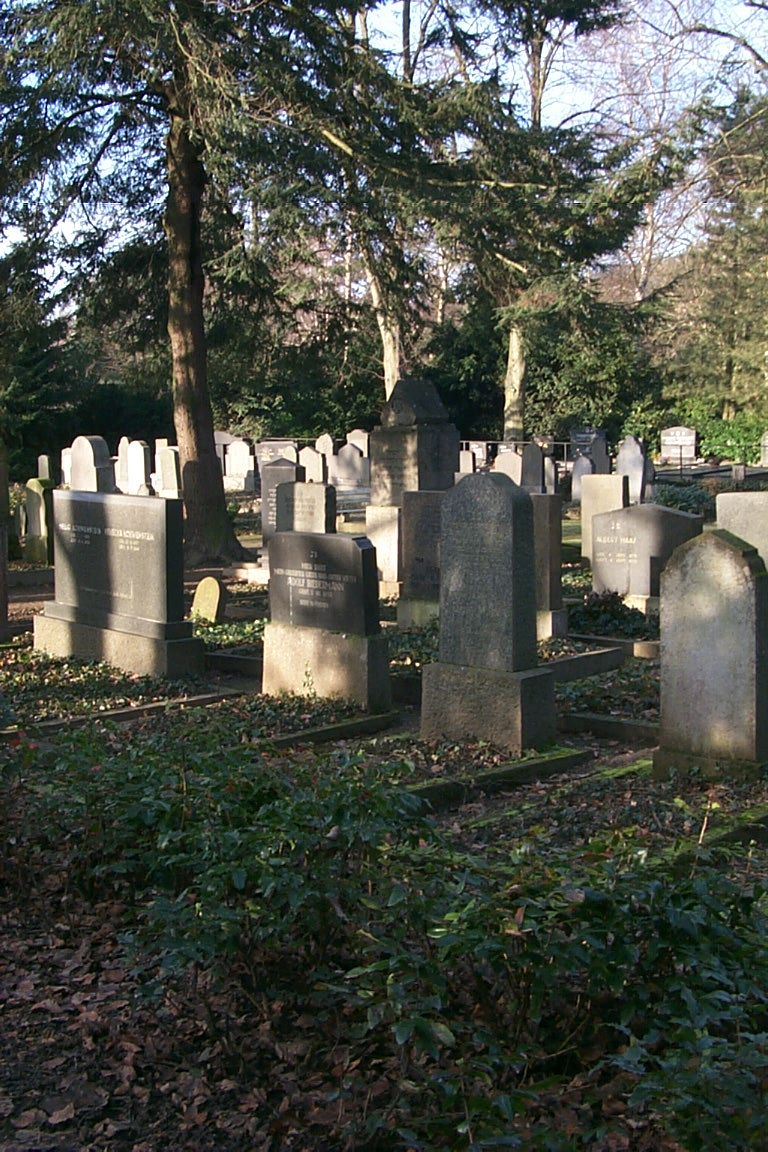
Gräberfeld des neuen Friedhofs
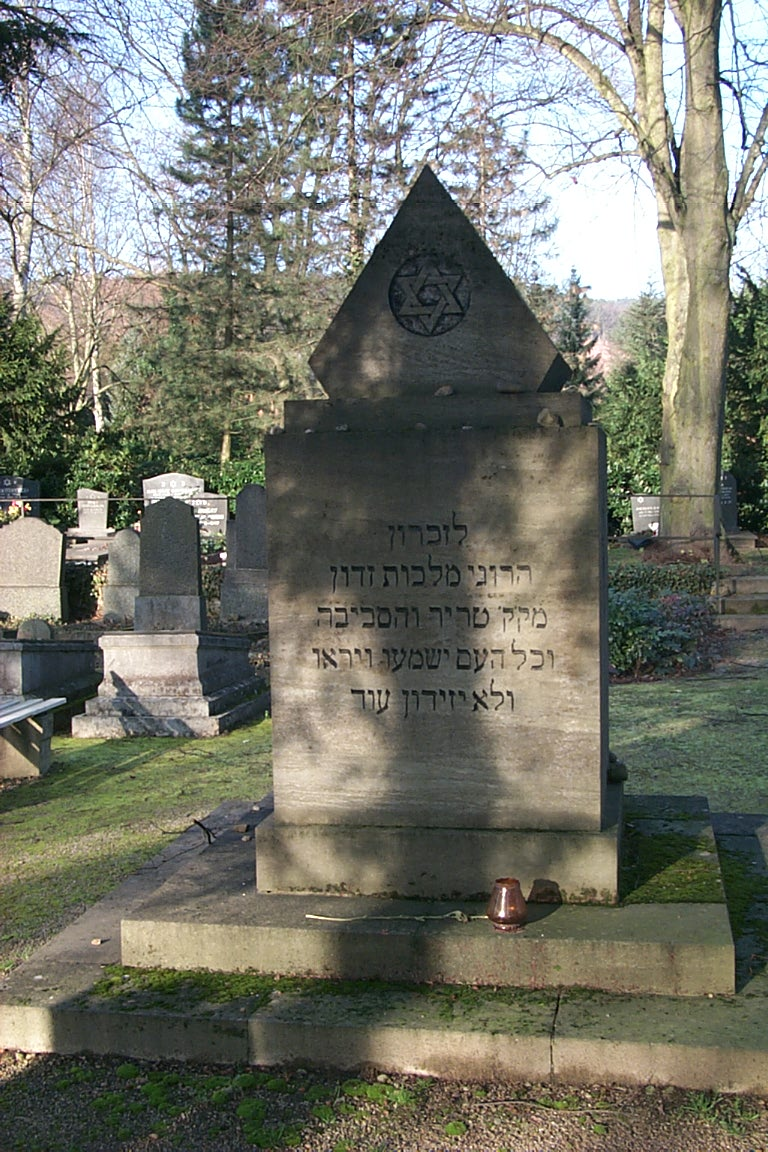
Das Ehrenmal mit seiner hebräischen Inschrift
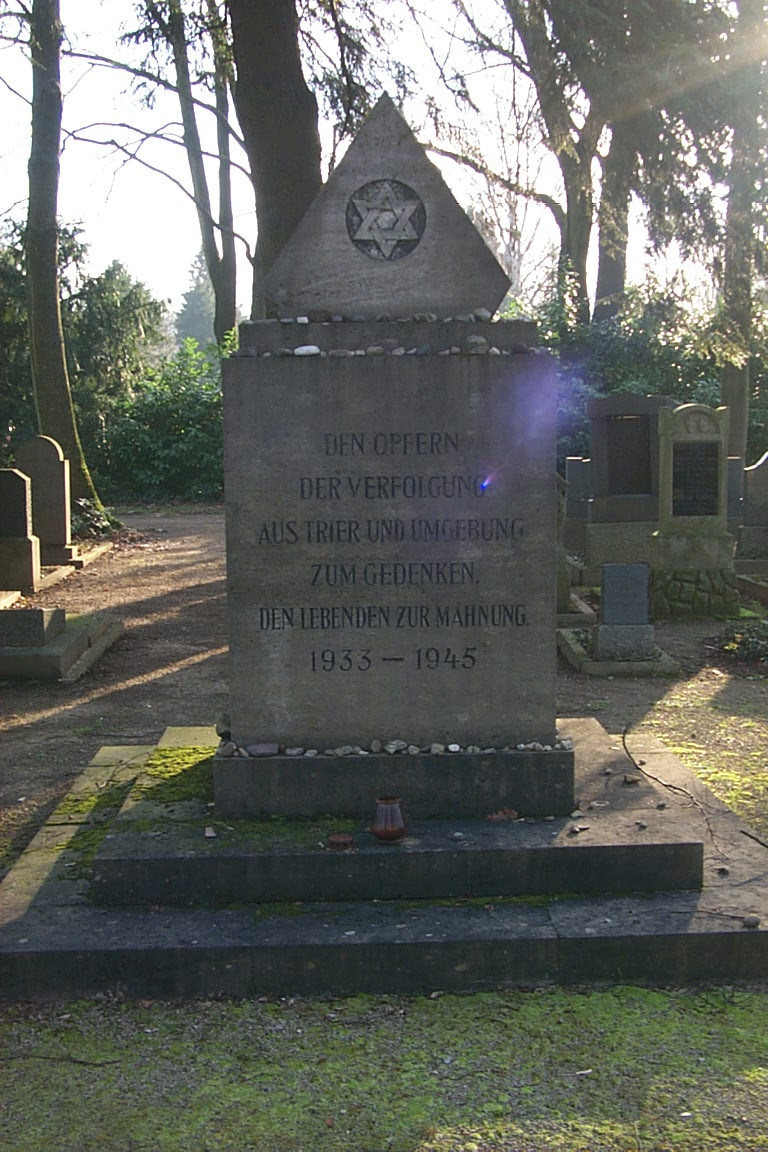
Das Ehrenmal mit seiner deutschen Inschrift
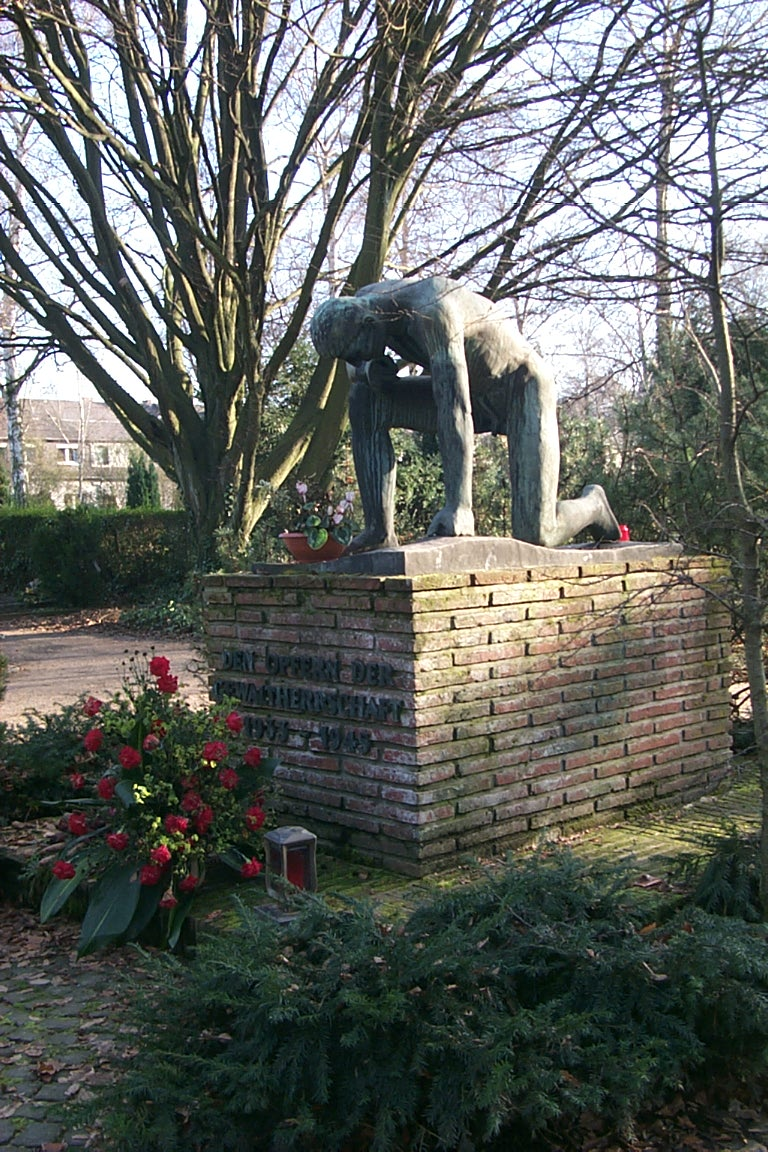
Denkmal für die Opfer der Gewaltherrschaft